# Sitio de Constantinopla (1394-1402)
El sitio de Constantinopla por el sultán otomano Bayezid I se extendió por ocho años, desde 1394 hasta 1402. Durante la mayor parte de este período, el asedio fue más como un bloqueo que aisló a Constantinopla del resto del mundo, al menos por tierra, la debilidad de la armada otomana permitió que los bizantinos recibieran ayuda por mar. Este asedio o bloqueo de Constantinopla llevó a los príncipes cristianos a movilizarse contra el poder turco cada vez más hegemónico. Así se organizó la cruzada de Nicópolis, que terminó con una derrota o la intervención del mariscal francés Juan Le Maingre. Por último, es la intervención externa de Tamerlán que terminó con el asedio al derrotar a las fuerzas de Bayezid I en la batalla de Ankara, lo que obligó a los otomanos divididos en varias facciones, a levantar el sitio.

## Preludio

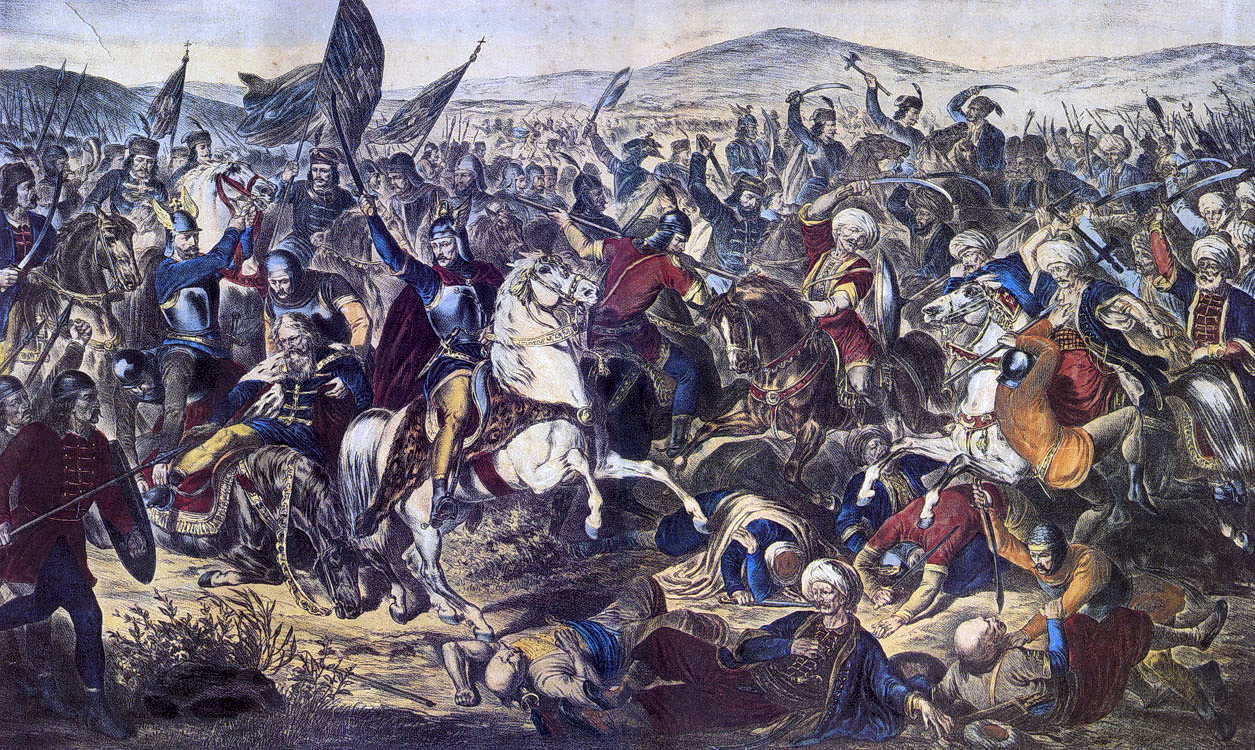
La batalla de Kosovo confirmó la hegemonía otomana sobre los Balcanes.

Desde la captura de Galípoli en 1354, los turcos otomanos disponían de una base para conquistar el territorio europeo. Así, las provincias europeas del Imperio bizantino fueron rápidamente invadidas por estos con la excepción del Despotado de Morea en el Peloponeso y los suburbios cercanos a Constantinopla. Continuaron su avance hacia las profundidades de los Balcanes y sometieron a los señoríos serbios y al Segundo Imperio búlgaro. En 1389, el sultán Bayezid I llegó al poder; sucedió a su padre Murad I, que murió durante la batalla de Kosovo contra los serbios. En ese momento, los bizantinos eran vasallos de los otomanos desde 1374 y ya no tenían margen para maniobrar por cuenta propia. El 16 de febrero de 1391, murió Juan V Paleólogo y su hijo Manuel II Paleólogo, prisionero en Bursa, logró escapar para sucederlo. Bayezid I, furioso por no poder intervenir en los asuntos bizantinos, asedió su capital durante siete meses. Finalmente, suspendió este primer asedio.
En 1394, en Serres, reunió a sus vasallos para demostrarles su poder y también aprovechó para condenar a los Paleólogos y su política en Morea. Manuel II logró salir de Serres reteniendo su corona imperial, pero cuando recibió un nuevo llamado de Bayezid I se negó a contestar. Este acto, combinado con la resistencia del déspota de Morea, Teodoro I, despertó la ira del sultán. En septiembre de 1394 devastó los alrededores de Constantinopla y estableció el bloqueo a la ciudad.

## El asedio

### Bloqueo de Constantinopla 1394-1396

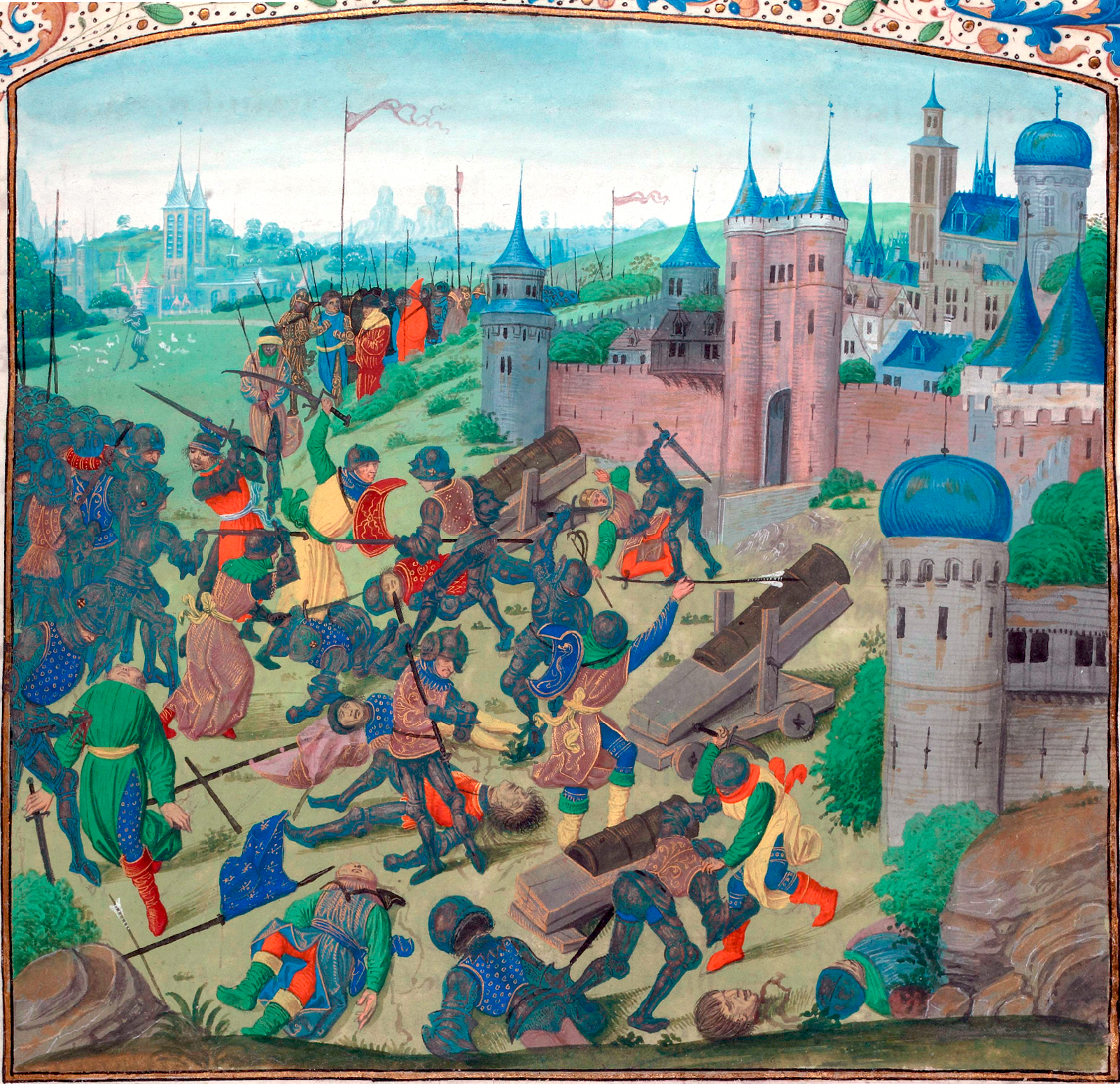
La derrota de los cruzados en Nicópolis empeoró significativamente la situación de Constantinopla, ya que estuvo completamente aislada del mundo cristiano.

Entre 1394 y 1396, se impuso el bloqueo alrededor de Constantinopla. Los otomanos se contentaban principalmente con evitar que nadie entrara o saliera de la ciudad. Desde 1392, Constantinopla se había visto sometida a una presión creciente y, a principios de 1394, Manuel II entró en contacto con los venecianos que temían por sus intereses en caso de que la ciudad fuera conquistada. Así, Venecia incluso hizo el esfuerzo de reconciliarse con su rival Génova. Manuel II buscó principalmente el apoyo de las potencias marítimas porque consideraba que una expedición terrestre tenía menos posibilidades de vencer a los otomanos. Mientras tanto, Venecia le ofreció buscar la ayuda del papa. De hecho, la debilidad de la armada otomana hizo que la ruta marítima fuera la única ruta de acceder a Constantinopla.
El riesgo de que Constantinopla cayera en manos de los otomanos creó conciencia en todo Occidente, especialmente en Hungría, que estaba directamente amenazada por sus conquistas en los Balcanes. Del mismo modo Mircea I, príncipe de Valaquia, que también estaba bajo la amenaza de una invasión, obtuvo una victoria en Rovine contra las tropas otomanas el 17 de mayo de 1395. Sin embargo, Mircea I aceptó convertirse en vasallo del sultán. El Despotado de Morea, mientras tanto, sufrió una invasión por parte de los otomanos entre 1394 y 1395; dejaron la provincia devastada antes de retirarse. No obstante, en Occidente, los embajadores bizantinos tuvieron más éxito. Se dirigieron así a la cortes de Carlos VI de Francia y de Juan de Gante, duque de Lancaster. Así, el duque Felipe de Mézières consiguió, al final de un intenso debate a favor de una cruzada contra los otomanos, reunir varios miles de caballeros franceses.9 Esta tropa, encabezada por el heredero del duque de Borgoña, Juan de Nevers, estaba compuesta por el mariscal de Francia Juan Le Maingre, apodado Boucicault y, otros caballeros importantes de la época. Se unieron al ejército húngaro dirigido por el rey Segismundo de Luxemburgo. La vacilación de Venecia sobre adherirse a esta expedición retrasó las operaciones que comenzó en abril de 1396. Las diferencias de punto de vista entre los aliados aparecen desde el inicio de la campaña. Así, los franceses, que favorecían la ofensiva, se oponían a Segismundo, que abogaba por la cautela. Sin embargo, eventualmente se inclinó ante las demandas de sus aliados. Mientras tanto, una armada veneciana liderada por Tommaso Mocenigo logró llegar a Constantinopla. Esta flota debía asegurar la defensa del Estrecho del Bósforo y afianzar el vínculo entre Bizancio y los cruzados. Sin embargo, a pesar de varios éxitos contra los otomanos, los cruzados sufrieron una dura derrota el 25 de septiembre de 1396 durante la batalla de Nicópolis donde gran parte de los caballeros franceses murieron o fueron hechos prisioneros.
Las consecuencias de esta derrota fueron catastróficas para Constantinopla, cuyo emperador contaba con el éxito de los cruzados para romper el bloqueo otomano. Así, Bayezid I reanudó muy rápidamente sus proyectos contra el Imperio bizantino y se apoderó de Selimbria, un puesto de avanzada en la defensa de la ciudad. Además, la partida de Mocenigo, que transportaba a Segismundo de regreso a Hungría, permitió a los otomanos reforzar el bloqueo de la ciudad. La mayoría de las tropas del sultán se reunieron frente a Constantinopla con la excepción de 30 000 hombres destacados para devastar la Morea. Venecia y Génova luego se movilizaron para proporcionar embarcaciones y defender la capital bizantina, mientras que Manuel II se negó a entregar la ciudad sin luchar. Bayezid I, para fortalecer su dominio, construyó la fortaleza de Anadoluhisarı en el lado europeo del Bósforo y sopesó en colocar en el trono bizantino a Juan VII Paleólogo. Ante este bloqueo, que se convirtió cada vez más en un asedio, el abastecimiento de la ciudad se hizo más difícil y algunos habitantes pasaron hambre mientras que otros huyeron. En cuanto a Manuel II, todavía esperaba apoyo externo a pesar de la vacilación veneciana y repitió incansablemente la misma oración todos los días.

### La intervención francesa 1397-1399
El año de 1397 fue menos duro para Constantinopla, que vio disminuir el bloqueo. Sin embargo, Manuel II era consciente de que necesita ayuda externa para salvar lo que quedaba del imperio; envió varias embajadas para pedir ayuda, con el apoyo de Venecia. El patriarca de Constantinopla buscó así instigar una nueva cruzada por parte de los reyes de Polonia y Hungría sin éxito, ya que Segismundo no realizó ningún movimiento después de su derrota en Nicópolis. Bonifacio IX luego intentó apoyar financieramente al Imperio bizantino pidiendo a los príncipes católicos que proporcionaran dinero a Constantinopla a cambio de indulgencias. El rey Enrique IV de Inglaterra logró recaudar unas 2000 libras que nunca llegarían a la capital bizantina.
La respuesta más concreta provino del Reino de Francia. Teodoro Cantacuceno, pariente de Manuel II, fue enviado como embajador a Londres y París. En esta última ciudad se reunió con Carlos VI, quien coincidió en que Juan Le Maingre, que participó en la batalla de Nicópolis, partiera hacia Constantinopla con unos hombres. Por tanto, el mariscal zarpó de Aigues-Mortes el 26 de junio de 1399 con 1200 hombres y se dirigió al Mar Egeo, donde reunió un escuadrón veneciano y barcos de Rodas y Lesbos. Llegó a Constantinopla durante el verano, donde fue recibido con fervor por una población sitiada durante casi cinco años. Nombrado gran condestable, Juan Le Maingre acaudilló varias expediciones, junto con Manuel II, contra los otomanos en Asia Menor; debido a estos las posiciones enemigas del Mar de Mármara y el Bósforo se debilitaron enormemente. Juan Le Maingre logró, entre otras cosas, destruir el castillo de Riva que defendía la entrada al Mar Negro.
A pesar de todo, los 1200 hombres del mariscal, Louis Bréhier habla de 2000, eran insuficientes para lograr algo contra los otomanos. Juan Le Maingre condujo la tarea de consolidar las defensas de Constantinopla, pero también logró reconciliar a Manuel II con Juan VII. El mariscal persuadió al emperador de que fuera a Europa para instigar una cruzada entre los príncipes católicos que eran los únicos que podían salvar su ciudad. Manuel II aceptó la propuesta y delegó el encargo imperial a Juan VII durante su viaje. Asimismo, Juan de Chateaumorand, nombrado capitán del rey de Francia en Constantinopla, permaneció en la ciudad con cien hombres por orden de Juan Le Maingre. El 10 de diciembre de 1399, Manuel II y el mariscal abandonaron Constantinopla para dirigirse hacia Occidente.

### Lucha a nivel diplomático 1399-1402
Manuel II se dirigió a Venecia y luego a varias ciudades italianas como Milán o Padua. También es posible que se reuniera con el papa durante su viaje, por lo que renovó las llamadas de cruzadas y apoyo financiero en Constantinopla. En ese momento, Italia comenzó a interesarse por la cultura griega, en particular por la influencia de Juan Crisoloras en Venecia y los príncipes italianos no dudaron en reservar una cálida bienvenida, al contrario de lo que había sido el caso de Juan V Paleólogo. Pero más que intercambios culturales, buscaba ayuda militar contra los otomanos que continuaban asediando Constantinopla. Así partió hacia París en junio de 1400 donde se reunió con Carlos VI. Este último le prometió enviar a Juan Le Maingre a Constantinopla al frente de una nueva expedición. El emperador también entró en contacto con los reyes de Castilla y Aragón. Asimismo, trató de solicitar la ayuda del rey Enrique IV de Inglaterra a quien conoció a finales de 1400. Sin embargo, Manuel II, entusiasmado, regresó con las manos vacías de su viaje a Inglaterra en febrero de 1401 con la excepción de unos 3000 marcos suministrados por el rey inglés. A su regreso a París, envió cartas a Aragón y Portugal, pero ninguna ayuda concreta surgió de su variada correspondencia. Poco a poco, el entusiasmo del emperador empezó a desaparecer porque ninguna potencia europea se interesaba por las demandas de Constantinopla y Venecia rehusó a intervenir sola. Incluso Juan Le Maingre reanudó su política de gobernador de Génova.
En Constantinopla, las pocas tropas francesas llevaron a cabo varias acciones ofensivas contra los otomanos, en particular para buscar comida.
En cuanto a Bayezid I, aunque algunos relatos dicen que le gustaba observar los diversos monumentos de Constantinopla para luego compartirlos entre sus oficiales, no emprendió ninguna acción ofensiva de magnitud suficiente para tomar la ciudad. Finalmente, los constantinopolitanos, como hicieron en 1422, atribuyeron la resistencia de la ciudad a la acción de la Virgen. Algunas fuentes atribuyen a Juan VII y al patriarca Mateo I por tratar de negociar con el sultán, pero esto parece poco probable, especialmente para el patriarca, que protestó en una encíclica.

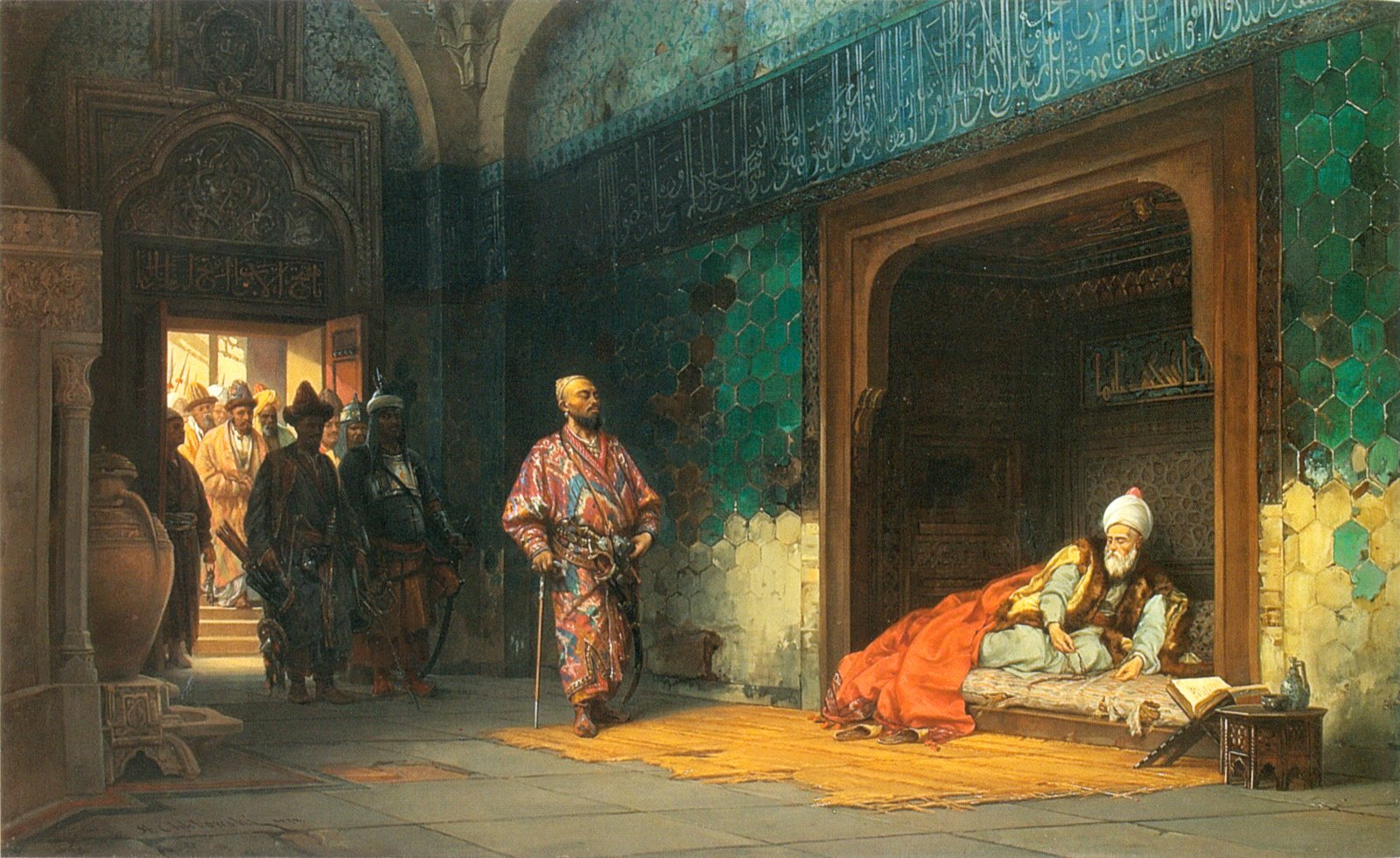
El sultán Bayezid I prisionero de Tamerlán, lienzo de 1878.

En ese momento, el conquistador turco-mongol Tamerlán apareció en las fronteras orientales del Imperio otomano. En 1399, Bayezid I, demandó al emir de Erzincan, vasallo de Tamerlán, que le pagara tributo y esto provocó un conflicto con los timúridas. Ya en 1400, Tamerlán logró tomar Sivas. En Bizancio, se esperaba desde hace varios años utilizarlo como aliado y en 1401, Juan VII le prometió, en caso de victoria contra los otomanos, pagarle el tributo que pagaba al sultán. Sin embargo, fue Bayezid I quien tomó la iniciativa en el enfrentamiento contra los timuridas. El 28 de julio de 1402, los dos ejércitos se enfrentaron cerca de Ankara donde el ejército otomano fue derrotado y el sultán tomado prisionero. A partir de entonces, el Imperio otomano se colapsó por completo. Los hijos de Bayezid I se repartieron lo que quedaba del imperio, cuya parte asiática era saqueada por las tropas timúridas incluso cuando los emires turcos, previamente sometidos, reanudaron su independencia. Al mismo tiempo, los otomanos ya no tenían los medios para asegurar el asedio de Constantinopla, que terminó en el verano de 1402.

## Consecuencias
Manuel II se enteró de la derrota otomana en septiembre de 1402 en París cuando Chateaumorand regresaba de Constantinopla. En noviembre, Manuel II partió de Francia con 200 hombres comandados por Chateaumorand. Después de varias etapas, el emperador regresó a Constantinopla el 9 de junio de 1403. Para esta fecha, Juan VII ya había firmado un tratado con Süleyman Çelebi, uno de los hijos de Bayezid I que gobernaba la parte europea del Imperio otomano. El asedio en sí mismo no tuvo consecuencias directas sobre los acontecimientos de la guerra bizantino-otomana. En efecto, si el Imperio bizantino salía victorioso de este enfrentamiento, era sobre todo gracias a la intervención de Tamerlán, quien, a pesar de las simpatías que pudiera tener por los cristianos, no dirigió su acción con vistas a salvar Constantinopla.
Al liberarse del asedio, el Imperio bizantino aprovechó el desorden otomano para retomar ciertas ciudades, entre ellas Tesalónica. No obstante, no recuperó suficiente territorio para reconstituirse como una gran potencia. De hecho, cuando en 1411, el Imperio otomano se encontraba unificado bajo el liderazgo de Mehmed I, los bizantinos apenas podían mejorar su posición de manera significativa y desde 1422, Constantinopla fue nuevamente sitiada en vano por los otomanos, antes de su caída en 1453.